# Тейлор, Ричард Лесли
Сэр Ричард Лесли Тейлор (англ. Richard Leslie Taylor, род. 8 февраля 1965, Чешир, Англия, Великобритания) — новозеландский кинематографист: постановщик специальных и визуальных эффектов, художник по костюмам и гримёр. Один из основателей и руководитель компании Weta Workshop, производящей физические спецэффекты для кино и телевидения.
Обладатель пяти наград премии «Оскар» и четырёх премий BAFTA в различных категориях за работу над фильмами Питера Джексона: трилогией «Властелин колец» и «Кинг-Конг».

## Карьера
Ричард Тейлор вырос в новозеландском городке Патумахо (недалеко от города Пукекохе), получил образование в колледже Уэсли (Паерата).
Выпускник бывшего политехнического института Веллингтона, где обучался графическому дизайну. Окончил Университет Мэсси.
Ричард Тейлор давно вынашивал планы повысить постановочный уровень кино- и телефильмов новозеландского производства,  так в 1987 году, совместно с Таней Роджер основали компанию RT Effects (Rodger-Taylor) по производству физических спецэффектов для кинематографа и телевидения. В 1994 году компания была преобразована в Weta Workshop.
Мировая известность пришла к Ричарду Тейлору и его компании после выхода на экраны кинотрилогии Питера Джексона (давнего друга Тейлора) — «Властелин колец». Weta Workshop была задействована в производстве реквизита для фильмов трилогии, в частности были созданы оружие и доспехи, изготовлены существа и миниатюры, а также пластический грим и костюмы персонажей.
За работу над трилогией Ричард Тейлор был удостоен 4-х премий «Оскар» (2 статуэтки за лучший грим и лучшие визуальные эффекты к первой части и ещё 2 — за лучший дизайн костюмов и лучший грим к 3-й части трилогии).
Пятого «Оскара» Тейлор забрал в 2006 году, за лучшие визуальные эффекты к фильму «Кинг-Конг», в съёмках которого он принимал активное участие со своей командой из Weta Workshop.
Также Ричард Тейлор участвовал в работе над фильмами: «Хроники Нарнии: Лев, колдунья и волшебный шкаф», «Аватар» и ряде других высокобюджетных фантастических лентах. В 2010-е годы работал над приквелом к «Властелину колец» — новой трилогией Питера Джексона «Хоббит».
В 2004 году Ричард Тейлор получил звание офицера Ордена Новой Зеландии за заслуги (англ. New Zealand Order of Merit (ONZM)).
В 2010 году удостоен звания рыцаря Ордена Новой Зеландии за заслуги (KNZM). 
В 2012 году Ричард Тейлор был признан новозеландцем года.

## Фильмография
Спецэффекты
| Год       | Фильм / телесериал                                | Работа |
| --------- | ------------------------------------------------- | --- |
| 1989      | • Познакомьтесь с Фиблами                         | (puppet maker) |
| 1992      | • Живая мертвечина                                | (creature & gore effects, stop motion animator)                                                                                    |
| 1993      | • Томминокеры (мини-сериал)                       | (alien supervisor: New Zealand) |
| 1994      | • Геракл и затерянное королевство (TV movie)      | (special effects designer: Weta Ltd.)                                                                                              |
| 1994      | • Небесные создания                               | (borovnian prosthetics and suite effects designer, prosthetic effects)                                                             |
| 1994      | • Когда-то они были воинами                       | (prosthetics) |
| 1997      | • Цунами: нет выхода (ТВ) / Tidal Wave: No Escape | (miniature effects supervisor: Australia)                                                                                          |
| 1996—1998 | • Зена — королева воинов (сериал)                 | (special effects designer - 3 episodes)                                                                                            |
| 1998      | • Предсказание / Heaven                           | (special effects) |
| 1998—1999 | • Молодость Геракла (TV series)                   | (creature special effects - 6 episodes, 1998-1999) (creature special effects designer - 2 episodes, 1998)                          |
| 2001      | • Властелин колец: Братство Кольца                | (president: Weta Workshop - uncredited, supervisor: special makeup, creatures, armour and miniatures / Weta workshop - uncredited) |
| 2002      | • Властелин колец: Две крепости                   | (creatures: armour and miniatures)                                                                                                 |
| 2003      | • Хозяин морей: На краю Земли                     | (miniature effects supervisor: Weta Workshop)                                                                                      |
| 2003      | • Властелин колец: Возвращение короля             | (creatures: armour and miniatures, workshop supervisor: Weta Workshop - uncredited)                                                |
| 2005      | • Легенда Зорро                                   | (miniature train designer: Weta Workshop, miniatures designer & supervisor: Weta Workshop)                                         |
| 2005      | • Кинг-Конг                                       | (special miniature effects) |
| 2005      | • Хроники Нарнии: Лев, колдунья и волшебный шкаф  | (creative supervisor: Weta Workshop)                                                                                               |
| 2006      | • Паршивая овца                                   | (special effects) |
| 2007      | • 30 дней ночи                                    | (designer: Weta Workshop, effects supervisor: Weta Workshop)                                                                       |
| 2007      | • Мой домашний динозавр                           | (supervisor: Weta Workshop) |
| 2008      | • Девушка-угорь (короткометражный) / Eel Girl     | (effects supervisor: Weta Workshop)                                                                                                |
| 2009      | • Район № 9                                       | (design & effects supervisor: Weta Workshop)                                                                                       |
| 2009      | • Милые кости                                     | (design supervisor: Weta Workshop)                                                                                                 |
| 2011      | • Дьявольская скала                               | (design & effects supervisor: Weta Workshop)                                                                                       |
| 2013      | • Хоббит: Нежданное путешествие                   | (creatures) |
| 2013      | • Элизиум: Рай не на Земле                        | (specialty costume, weapons, props, special makeyp effects and design supervisor: Weta Workshop)                                   |
| 2017      | • Могучие рейнджеры                               | (supervisor: Weta Workshop) |
| 2017      | • Тор: Рагнарёк                                   | (Weta Workshop Creative Supervisor)                                                                                                |

Визуальные эффекты
| Год  | Фильм                              | Работа                                                         |
| ---- | ---------------------------------- | -------------------------------------------------------------- |
| 1994 | • Небесные создания                | (miniatures supervisor)                                        |
| 1996 | • Страшилы                         | (creature and miniature effects)                               |
| 2001 | • Властелин колец: Братство Кольца | (supervisor: special makeup, creatures, armour and miniatures) |
| 2017 | • Бегущий по лезвию 2049           | (Weta Workshop Creative Supervisor)                            |
| 2018 | • Тихоокеанский рубеж 2            | (Weta Workshop Creative Supervisor)                            |

Гримёр
| Год  | Фильм                                 | Работа                                                        |
| ---- | ------------------------------------- | ------------------------------------------------------------- |
| 1997 | • Урод (англ. The Ugly)               | (special makeup effects)                                      |
| 2001 | • Властелин колец: Братство Кольца    | (special makeup, creatures, armour and miniatures)            |
| 2002 | • Властелин колец: Две крепости       | (special makeup effects artist)                               |
| 2003 | • Властелин колец: Возвращение короля | (special makeup effects artist)                               |
| 2005 | • Кинг-Конг                           | (special creature effects, special makeup effects)            |
| 2009 | • Воины света                         | (makeup effects design supervisor, makeup effects supervisor) |
| 2012 | • Хоббит: Нежданное путешествие       | (special makeup)                                              |

Дизайн костюмов
| Год  | Фильм                                 |
| ---- | ------------------------------------- |
| 2001 | • Властелин колец: Братство Кольца    |
| 2002 | • Властелин колец: Две крепости       |
| 2003 | • Властелин колец: Возвращение короля |
| 2012 | • Хоббит: Нежданное путешествие       |
| 2013 | • Хоббит: Пустошь Смауга              |
| 2014 | • Хоббит: Битва пяти воинств          |

Art Department
| Год  | Фильм                                            | Работа                                                                       |
| ---- | ------------------------------------------------ | ---------------------------------------------------------------------------- |
| 1989 | • Познакомьтесь с Фиблами                        | (model maker)                                                                |
| 2002 | • Властелин колец: Две крепости                  | (supervisor: Weta Workshop - uncredited)                                     |
| 2003 | • Властелин колец: Возвращение короля            | (supervisor: Weta Workshop - uncredited)                                     |
| 2005 | • Кинг-Конг                                      | (WETA workshop supervisor)                                                   |
| 2005 | • Хроники Нарнии: Лев, колдунья и волшебный шкаф | (armour and weapons designer, creature designer, visual conceptual designer) |
| 2009 | • Аватар                                         | (conceptual design)                                                          |
| 2011 | • Приключения Тинтина: Тайна «Единорога»         | (design supervisor: Weta Workshop)                                           |
| 2013 | • Человек из стали                               | (weapons conceptual designer)                                                |

## Награды и номинации
| Премия                       | Год  | Фильм                                 | Категория                             | Итог      |
| ---------------------------- | ---- | ------------------------------------- | ------------------------------------- | --------- |
| «Оскар»                      | 2002 | • Властелин колец: Братство Кольца    | Лучший дизайн костюмов                | Номинация |
| «Оскар»                      | 2002 | • Властелин колец: Братство Кольца    | Лучшие визуальные эффекты             | Награда   |
| «Оскар»                      | 2002 | • Властелин колец: Братство Кольца    | Лучший грим                           | Награда   |
| «Оскар»                      | 2004 | • Властелин колец: Возвращение короля | Лучший дизайн костюмов                | Награда   |
| «Оскар»                      | 2004 | • Властелин колец: Возвращение короля | Лучший грим                           | Награда   |
| «Оскар»                      | 2006 | • Кинг-Конг                           | Лучшие визуальные эффекты             | Награда   |
| BAFTA                        | 2002 | • Властелин колец: Братство Кольца    | Лучшие специальные визуальные эффекты | Награда   |
| BAFTA                        | 2002 | • Властелин колец: Братство Кольца    | Лучший грим/причёски                  | Награда   |
| BAFTA                        | 2003 | • Властелин колец: Две крепости       | Лучший дизайн костюмов                | Награда   |
| BAFTA                        | 2003 | • Властелин колец: Две крепости       | Лучший грим/причёски                  | Номинация |
| BAFTA                        | 2004 | • Властелин колец: Возвращение короля | Лучший дизайн костюмов                | Номинация |
| BAFTA                        | 2004 | • Властелин колец: Возвращение короля | Лучший грим/причёски                  | Номинация |
| BAFTA                        | 2006 | • Кинг-Конг                           | Лучшие специальные визуальные эффекты | Награда   |
| BAFTA                        | 2013 | • Хоббит: Нежданное путешествие       | Лучший грим/причёски                  | Номинация |
| BAFTA                        | 2014 | • Хоббит: Пустошь Смауга              | Лучший грим/причёски                  | Номинация |
| «Сатурн»                     | 1993 | • Живая мертвечина                    | Лучшие спецэффекты                    | Номинация |
| «Сатурн»                     | 1997 | • Страшилы                            | Лучший грим                           | Номинация |
| «Сатурн»                     | 1997 | • Страшилы                            | Лучшие спецэффекты                    | Номинация |
| «Сатурн»                     | 2002 | • Властелин колец: Братство Кольца    | Лучшие костюмы                        | Номинация |
| «Сатурн»                     | 2002 | • Властелин колец: Братство Кольца    | Лучший грим                           | Номинация |
| «Сатурн»                     | 2002 | • Властелин колец: Братство Кольца    | Лучшие спецэффекты                    | Номинация |
| «Сатурн»                     | 2003 | • Властелин колец: Две крепости       | Лучшие костюмы                        | Награда   |
| «Сатурн»                     | 2004 | • Властелин колец: Возвращение короля | Лучшие костюмы                        | Номинация |
| «Сатурн»                     | 2004 | • Властелин колец: Возвращение короля | Лучший грим                           | Награда   |
| «Сатурн»                     | 2006 | • Кинг-Конг                           | Лучшие спецэффекты                    | Награда   |
| «Сатурн»                     | 2006 | • Кинг-Конг                           | Лучший грим                           | Номинация |
| «Сатурн»                     | 2013 | • Хоббит: Нежданное путешествие       | Лучшие костюмы                        | Номинация |
| «Сатурн»                     | 2014 | • Хоббит: Пустошь Смауга              | Лучший грим                           | Номинация |
| Приз Кинофестиваля в Сиджесе | 1992 | • Живая мертвечина                    | Лучшие спецэффекты                    | Награда   |
| Приз Кинофестиваля в Сиджесе | 1996 | • Страшилы                            | Лучшие спецэффекты                    | Награда   |